# Awtowelo

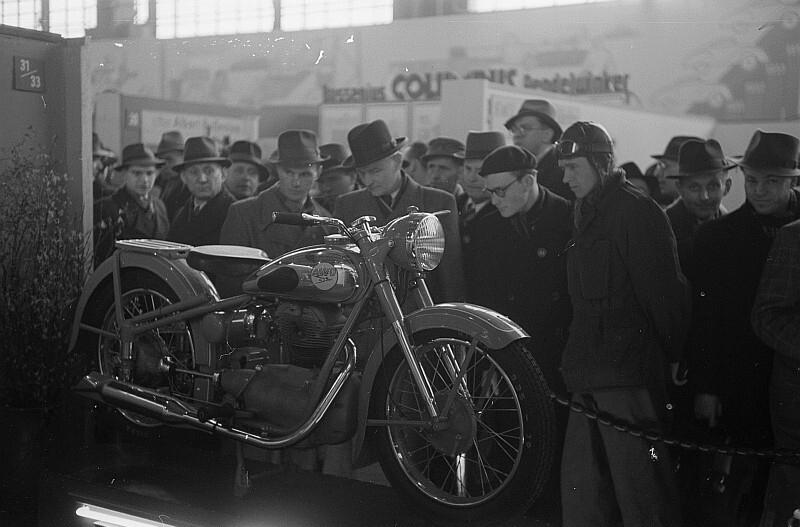
AWO 425-motorfiets uit de Simson-fabriek op een tentoonstelling in 1951

Awtowelo was een bedrijf (Duits: Sowjetische Aktiengesellschaft) in de Sovjet-bezettingszone in Duitsland dat na de Tweede Wereldoorlog werd opgericht en waarin een aantal onteigende Duitse fabrieken was samengevoegd.
Awtowelo richtte zich voornamelijk op motorfietsen, hoewel Awtowelo zich ook bezighield met de productie van auto's. De naam was dan ook samengesteld uit het Russische begrip Awto-Weloziped (zelfrijdende fiets).

## Bedrijfsonderdelen
De voornaamste bedrijven waren de voormalige BMW-fabriek in Eisenach (Eisenacher Motoren Werk) en de voormalige Simson-wapenfabriek in Suhl, die door de nazi's was omgedoopt tot Gustloff-Werke Waffenwerk Suhl. Deze wapenfabriek was in 1945 door de Sovjets ontmanteld en de machines werden als herstelbetaling overgebracht naar de Sovjet-Unie. Met de overgebleven productiemiddelen werden jachtgeweren, fietsen en kinderwagens gemaakt, maar er werden ook reparatiewerkzaamheden uitgevoerd. De fabriek kreeg de nieuwe naam Fahrradfabrik der sowjetischen Aktiengesellschaft für Spezialmaschinenbau Awtowelo.
Naast de fabrieken in Eisenach en Suhl werden nog een aantal kleinere bedrijven toegevoegd:
- De Elite-Diamantwerke in Brand-Erbisdorf,
- de meetgereedschappenfabriek Keilpart in Suhl,
- de Rheinischen Metallwaren- und Maschinenfabrik Düsseldorf-Mehrendorf (Rheinmetall) in Sömmerda,
- de kogellagerfabriek Böhlitz-Ehrenberg in Leipzig,
- de horloge- en machinefabriek Ruhla en
- de Fichtel & Sachs fabriek in Reichenbach im Vogtland.

Daarnaast viel het "Entwicklungswerk für Automobilbau Chemnitz", de ontwikkelingsafdeling van Auto Union, onder de verantwoordelijkheid van Awtowelo, maar de DKW motorfietsenfabriek, die later bekend zou worden als "MZ" niet.

## Volkseigene Betriebe
In 1952, enkele jaren na de oprichting van de Duitse Democratische Republiek, werden de bedrijven omgebouwd tot "Volkseigene Betriebe". Zo werd de fabriek in Eisenach "VEB Automobilwerk Eisenach", de ontwikkelingsafdeling in Chemnitz werd "IFA Forschungs- und Entwicklungswerk VEB" en de voormalige wapenfabriek in Suhl werd: "VEB Fahrzeug und Gerätewerk Simson, Suhl". Daarmee kreeg deze laatste fabriek de naam van de in de jaren dertig verdreven Joodse eigenaren weer terug.

## Motorfietsen
De productie van motorfietsen was in het naoorlogse Duitsland verboden, met uitzondering van zeer lichte motorfietsjes, waarvan de cilinderinhoud was beperkt tot 40 cc. Ze mochten in de jaren na de oorlog echter steeds "zwaarder" worden. De Sovjets wilden echter de voor die tijd moderne Duitse techniek niet verloren laten gaan. Met name de in Eisenach geproduceerde BMW R 35, en de "Wehrmachtsgespannne" BMW R 75 en Zündapp KS 750 waren technisch interessant. De R 35 werd nog jaren verkocht, tot een door BMW aangespannen proces de bedrijfsleiding dwong de naam te veranderen in EMW R 35. Er werden ook nog enkele prototypen ontwikkeld op basis van de "Wehrmachtsgespanne", en die werden zelfs getest door de Kasernierte Volkspolizei, de voorloper van de Nationale Volksarmee. Deze prototypen werden echter niet in Eisenach, maar in Suhl gebouwd. Daar gingen in 1950 ook nieuwe motorfietsen in productie, die weliswaar leken op de BMW R 25, maar niet identiek waren. Zij kregen nog een van "Awtowelo" afgeleide naam: AWO. Begin jaren zestig werd de productie beëindigd om plaats te maken voor de lichte tweetakten van Simson.

## Auto's
De autoproductie werd voortgezet met BMW-modellen in het Automobilwerk Eisenach.